# Zuidoost-Duits voetbalkampioenschap 1905/06
Op 13 maart 1906 werd de Zuidoost-Duitse voetbalbond opgericht na een fusie van de Breslause en Neder-Lausitzse voetbalbond. De kampioenen van beide competities bekampten elkaar voor een ticket voor de eindronde om de Duitse landstitel. De winnaar mocht zich evenwel nog niet Zuidoost-Duits kampioen noemen, die competitie ging pas een jaar later officieel van start. 
Schlesien Breslau won van Brandenburg Cottbus en werd in de eindronde meteen uitgeschakeld door BFC Hertha 92.

## Deelnemers
| Club                   | Gekwalificeerd als         |
| ---------------------- | -------------------------- |
| SC Schlesien Breslau   | Kampioen van Breslau       |
| FV Brandenburg Cottbus | Kampioen van Neder-Lausitz |

## Ticket Duitse eindronde
|              |                      |       |                        |  |
| 1 april 1906 | SC Schlesien Breslau | 3 – 1 | FV Brandenburg Cottbus |  |
| 1 april 1906 |                      |       |                        |  |